# La vita sessuale dei belgi
La vita sessuale dei belgi (La vie sexuelle des belges 1950-78) è un film del 1994 diretto da Jan Bucquoy.

## Trama
Harelbeke
Il protagonista Jan Bucquoy, è il secondo figlio di una famiglia operaia di Harelbeke, nel Belgio fiammingo degli anni cinquanta. Sua madre è una casalinga violenta, ossessionata dal risparmio e dal costo della vita, suo padre è un operaio tessile analfabeta e senza ambizioni che si dedica senza risultati all'allevamento di piccioni viaggiatori. Sua sorella maggiore invece, deformata dall'educazione tirannica della madre, finisce presto sposata con un tipo identico a suo padre. Una volta pronunciata la sua prima parola nell'indifferenza generale, Jan trascorre la sua infanzia silenziosa e solitaria scandita da passeggiate in bicicletta dopo la messa domenicale con tutta la famiglia; un cucciolo trovato in strada e accolto in casa viene ucciso dalla madre perché troppo costoso da mantenere. Jan riesce a parlare solo con la giovane e anticonformista zia Marta. È lei a passargli libri, a insegnargli di non vergognarsi del proprio corpo, a prevedergli un futuro da scrittore e a portarlo al cinema: durante la proiezione di Johnny Guitar di Nicholas Ray (con Sterling Hayden e Joan Crawford), Jan è colpito da una sequenza in cui gli attori si baciano e scopre che non ha mai visto i suoi genitori baciarsi. Poco dopo la zia Marta si suicida e alla sua morte segue quella del padre, che scompare nella quasi totale indifferenza. Durante le vacanze in campeggio sulla costa belga, Jan scopre la propria sessualità con il compagno Eddy, poi bacia per la prima volta una ragazza e infine si "fidanza" con Christine, una compagna di scuola da lui difesa dagli insulti di altri ragazzi, fino a quando questa parte con la famiglia per il Congo Belga.
Bruxelles
I riflessi del Maggio '68 giungono fino alla provincia belga e Jan ottiene 19/20 nel tema scritto sulla donna ideale. Conseguito il diploma, pur volendo proseguire gli studi a Bruxelles, Jan ormai adulto viene obbligato dalle madre a lavorare come impiegato nella stessa azienda del padre. A una festa ha il suo primo rapporto sessuale, ma viene scoperto dai genitori della ragazza, insultato e allontanato in malo modo. Dopo un anno passato dietro la scrivania, Jan trova il coraggio d'imporsi e partire per Bruxelles. Arriva direttamente al bistrot Dolle Mol (Spoormakersstraat), frequentato da intellettuali di sinistra e si presenta come scrittore. Inizia una relazione con la cameriera del locale, che gli insegna il Kāma Sūtra, mentre un'amica di questa l'introduce alle teorie della rivoluzione. S'iscrive all'Università e diventa un attivista politico. Distribuendo volantini conosce Thérèse, per nulla interessata alla politica e in molte cose simile a sua madre. La loro relazione sfocia in un matrimonio di tre anni e due figli, fallito per l'incostanza di Jan, sempre seduto ai tavolini del Dolle Mol e impegnato a tentare di scrivere il libro che lo consacrerà scrittore.
Dopo il matrimonio
Abbandonata la famiglia, Jan si trasferisce in un loft e inizia a perdersi in una serie di microrelazioni sentimentali e sessuali, interrogandosi su se stesso e sul rapporto ideale con le donne. Una sera, dopo un'orgia, rientra in compagnia di una ragazza con la quale sembra riuscire a parlare, ma viene aggredito e picchiato in strada da un gruppo di giovani. Intanto, in seguito alla morte della madre, vende la casa di Harelbeke, paga otto anni di alimenti e parte per un misterioso viaggio in Germania, dal quale torna meno depresso e complessato.
Jan scrittore
Attraverso un'inserzione in un giornale, conosce la ricca Mélanie, femminista sprezzante del maschio: ennesimo tentativo che si risolve in un fallimento. Jan compra una bambola gonfiabile. Sembra nascere un'intesa con la speaker di una radio che si occupa di letteratura ma questa, dopo qualche tempo, decide di sposarsi con il celebre scrittore belga Pierre Mertens; Jan s'incontra per l'ultima volta con Mélanie, disposta a ritornare con lui, ma ora il suo principale interesse è il suo libro, al quale dedica le notti nel loft. Durante la scrittura, s'accende una sigaretta e il fuoco illumina l'immagine della madre che l'allatta al seno.

## Critica
| Recensione  | Giudizio |
| ----------- | -------- |
| IMDb        | 5,8/10   |
| MYmovies.it | 2/5      |
| FilmTv      | 6,8/10   |

In un articolo de La Stampa, il film viene recensito come un'opera «sfrenata e grottesca».
La rivista FilmTv giudica il lungometraggio «dai tratti anarcoidi sia nel contenuto che nella forma, capace di dire anche cose molto serie».

## Distribuzione
Il film è uscito nelle sale cinematografiche belga nel 1994, l'anno seguente, invece, fu distribuito in Europa.
In Italia ha avuto una edizione home video in formato VHS.
È presente su Prime Video.

## Riconoscimenti
- Premio Cavens (Union de la Critique de Cinéma): Miglior film Belga del 1994
- Nomination pardo d'oro al Locarno Festival
- Sezione Orizzonte Europa al Torino Film Festival